# Опренешть
Опренешть, Опренешті (рум. Oprănești) — село у повіті Мехедінць в Румунії. Входить до складу комуни Хуснічоара.
Село розташоване на відстані 263 км на захід від Бухареста, 10 км на схід від Дробета-Турну-Северина, 89 км на північний захід від Крайови.

## Населення
За даними перепису населення 2002 року у селі проживала 141 особа, усі — румуни. Усі жителі села рідною мовою назвали румунську.